# Groupement de Commandos Mixtes Aéroportés
Die Groupement de Commandos Mixtes Aéroportés (GCMA, angliziert meist MACG; deutsch Gruppe der gemischten Luftlandekommandos) war eine vom französischen Geheimdienst SDECE 1951 in Vietnam ins Leben gerufene Einheit. Es war ihre Aufgabe, die Bergvölker und andere Gruppen als Guerillakämpfer zur Unterstützung im Kampf gegen die Viet Minh zu organisieren. Im Dezember 1953, kurz vor ihrer Auflösung, wurde die Einheit in GMI (Groupement Mixte d'Intervention, engl.: Composite Intervention Group) umbenannt.

## Entwicklung
Die Gründung geht auf einen Besuch des stellvertretenden Direktor des SDECE in Vietnam zurück. Erster Kommandeur war Oberst Grall. Nachdem Marshall Jean de Lattre de Tassigny das Kommando in Indochina im Dezember 1950 übernommen hatte, wurde die Einheit auf 140–150 Offiziere aufgestockt. Die Aktivitäten in Laos und Tongking wurden unter die Leitung von Major Roger Trinquier gestellt, der die Methoden der Einheit innovativ weiterentwickelte (er wurde bei der Schlacht von Algier bekannt als Koordinator der Folterkampagne). Als Oberstleutnant folgte Trinquier 1953 Gall, als dieser aufgrund eines Fundes von einer Tonne Opium aus dem Amt gedrängt wurde, als Kommandant der Einheit nach.
Nominell blieb die Einheit dem SDECE unterstellt, tatsächlich berichtete sie direkt an das Oberkommando des Expeditionskorps. Finanziert wurden die Aktivitäten zum großen Teil aus dem Handel mit dem Opium, das die „Bergvölker“ (z. B. Hmong) auch nach dem offiziellen Verbot 1946 als einziges cash crop weiterhin anbauten. Dieser als Operation X bekannte Handel war von 1951 bis 1954 vom französischen Oberkommandierenden General Raoul Salan ausdrücklich genehmigt.
Zur Ausbildung der künftigen Guerillakämpfer wurde auf einer Militärbasis in Cap Saint-Jacques (heute: Vũg Tàu; ca. 60 km südöstlich Saigon), die Action Service-Schule mit 300 Plätzen geschaffen.
Die Rekrutierung von Söldnergruppen erfolgte nach einem mehrstufigen Modell. Zunächst wurde eine kleine Gruppe von MACG-Angehörigen per Fallschirm in abgelegenen – jedoch „freundlichen“ – Bergregionen abgesetzt, die dort etwa 50 Einheimische zur Ausbildung in Cap Saint-Jacques rekrutierten. Diese Rekruten kehrten nach etwa 2½ Monaten zurück, um in ihrer Heimatregion die Keimzelle zu einer Guerillatruppe, genannt maquis, von etwa 100 Mann zu bilden. Pro Mann waren bis zu dieser Stufe etwa 9.000 $ Kosten angefallen. In der dritten Stufe wurden mehrere dieser dorfbasierenden Gruppen zusammengefasst, um koordiniert die Ausrottung der Viet Minh in ihrem Bereich durchzuführen. Die dabei angewandten Methoden entsprachen nicht den westlichen Gepflogenheiten des Krieges (siehe dazu auch Schmutziger Krieg und Französische Doktrin). Die Guerillagruppen waren entlang ethnischer Linien organisiert, sie kamen besonders aus dem Stamm der Hmong unter Führung des besonders erfolgreichen Touby Lyfoung und den Angehörigen der Tai, geleitet von Deo Van Long.
Ein Versuch mit 1.500 Hmong-Rekruten die in Điện Biên Phủ eingeschlossenen Einheiten im April 1954 zu entsetzen scheiterte. Zunächst hatte das am 20. Juli geschlossene Friedensabkommen von Genf keine Auswirkung auf den Guerillakrieg, jedoch waren die Überflüge untersagt worden. Dies warf Probleme in der Versorgung der insgesamt etwa 40.000 Söldner unter dem Kommando von rund 400 französischen Offizieren auf, ab August wurde sie unmöglich und ein Rückzug angeordnet, der nur teilweise erfolgte.
Die GCMA selbst wurde beim Abzug der Franzosen aufgelöst. Der am 1. September 1954 abberufene Trinquier erstellte bis zum 15. Dezember eine Abrechnung der vorhandenen Drogengelder (etwa 5 Mio. Piaster, damals zirka 150.000 US$). Die Summe wurde (vermutlich) von dem General, dem sie ausgehändigt worden war, gestohlen. Als Kommandant folgte Trinquier noch ein junger Artillerie-Hauptmann nach. Die geschaffenen Strukturen des Drogenhandels und der Guerillagruppen wurden von den zunächst zögerlichen Amerikanern und den ihnen verbundenen lokalen Potentaten weiter genutzt.

## Kommandeure
- Roger Trinquier – Leiter
- Paul Aussaresses
- Jean Sassi (1953–1955)
- General Vang Pao GCMA-Laos, ("Meo Maquis")